# Le Noirmont (szczyt)

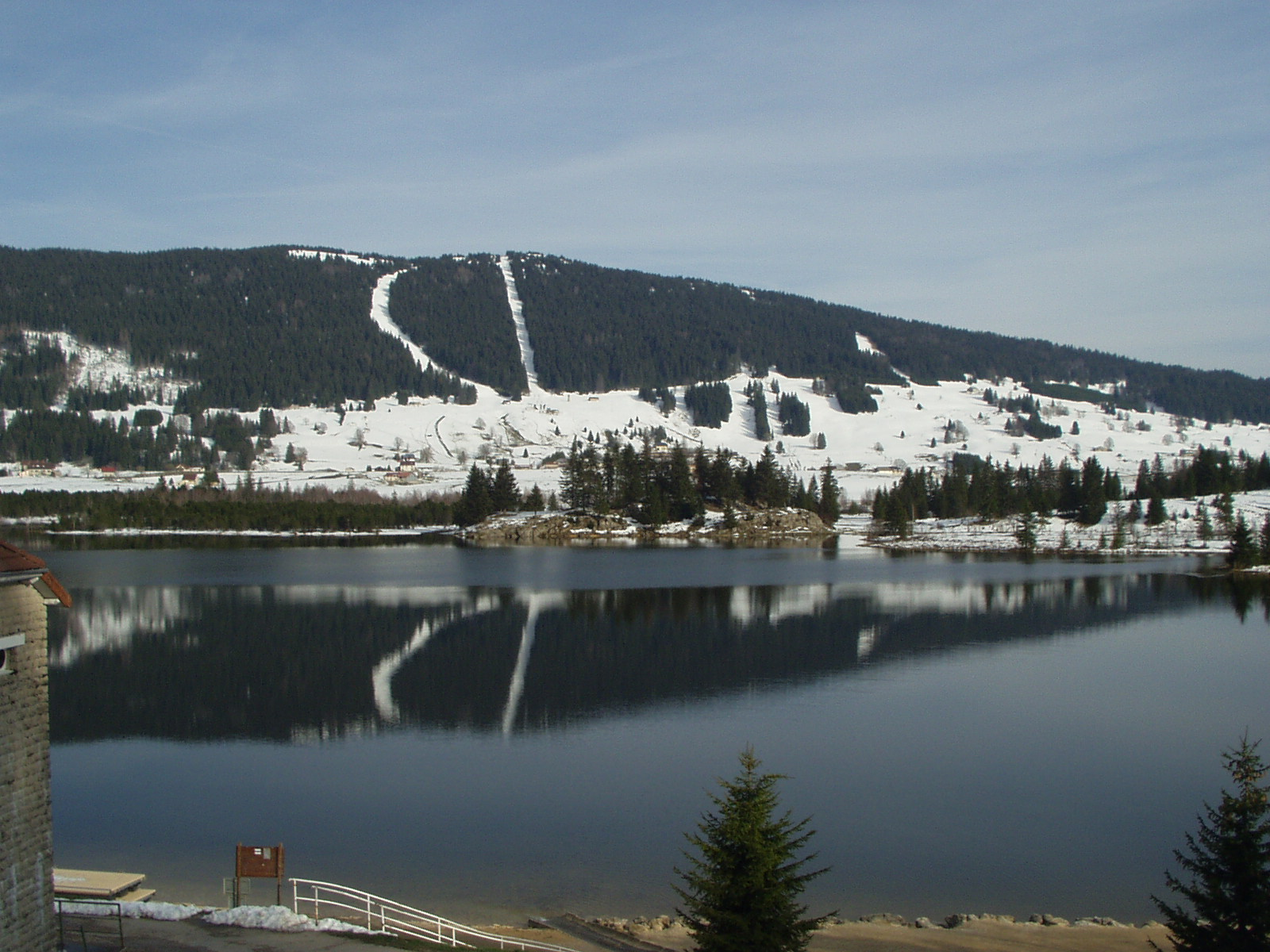
Le Noirmont zimą, od strony północno-zachodniej (widoczna linia wyciągu narciarskiego i trasa zjazdowa), na pierwszym planie Lac des Rousses

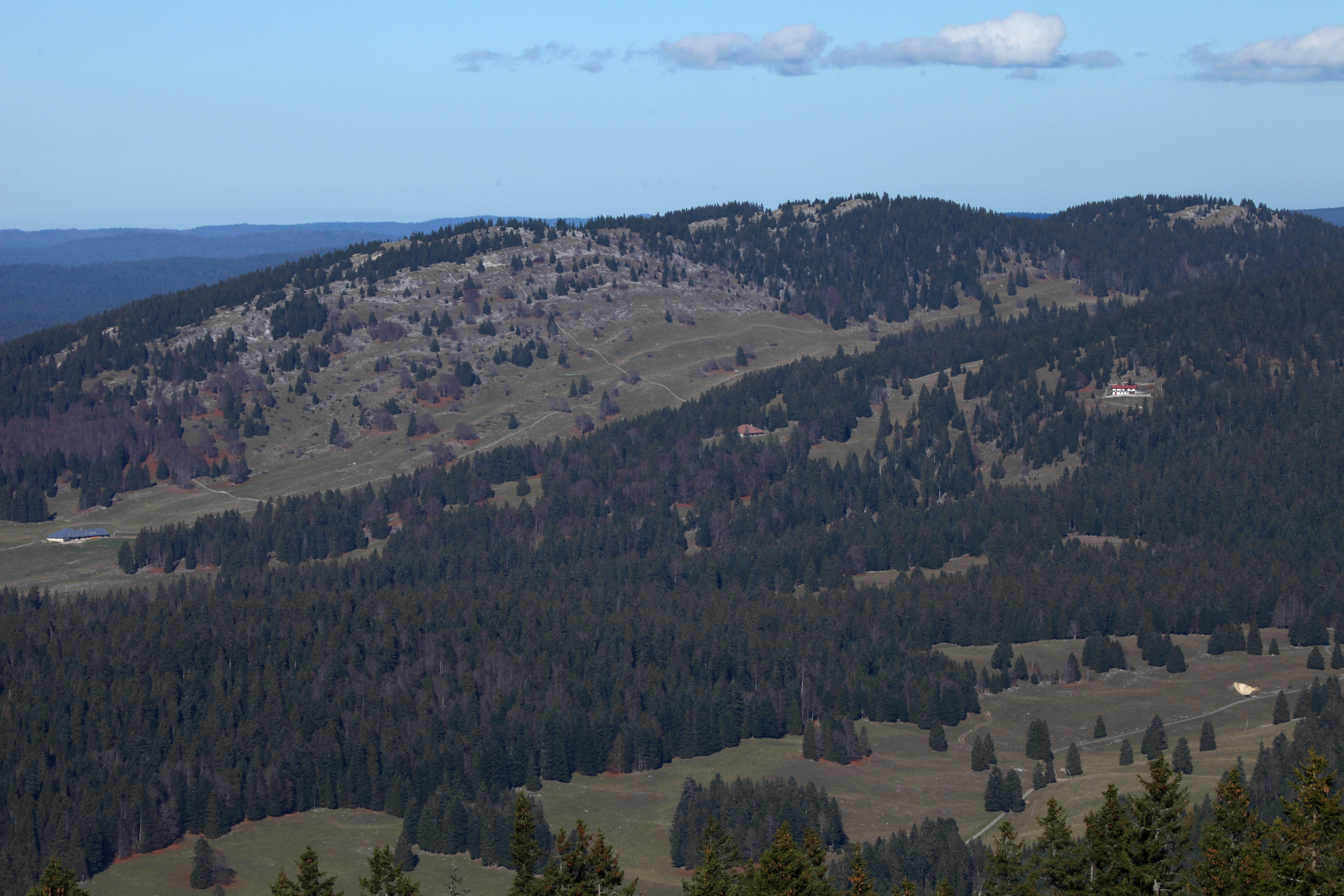
Le Noirmont od południa, z Pointe de Poêle Chaud (1628 m) pod La Dôle

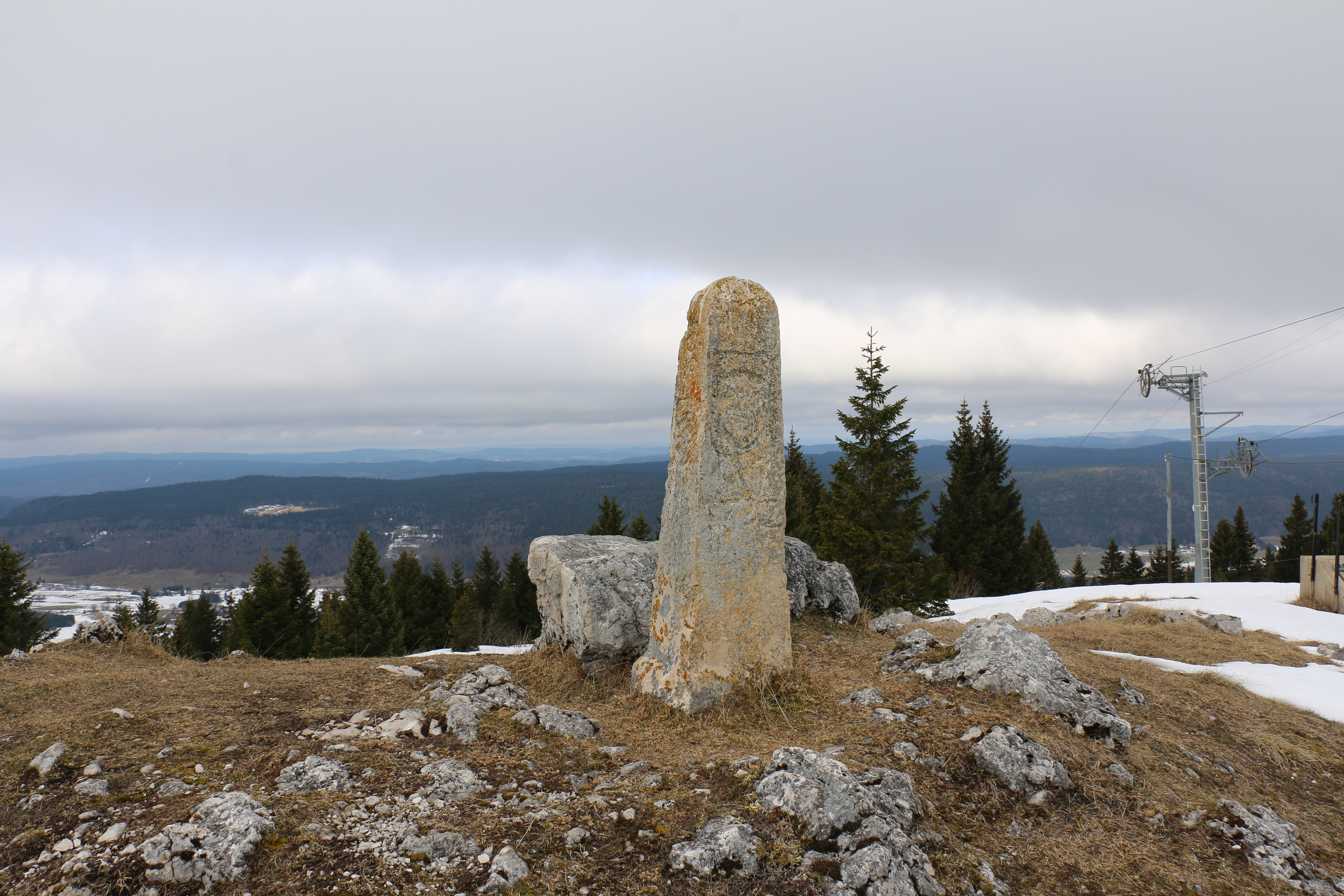
Le Noirmont - wierzchołek 1547 m

Le Noirmont (1567, 1567,4 lub 1568 m n.p.m.) – szczyt w południowo-zachodniej części gór Jura, w Szwajcarii.

## Nazwa
Noir Mont to po francusku "Czarna Góra". Nazwę nadali masywowi mieszkańcy położonej na zachód od niego miejscowości Les Rousses, zapewne ze względu na prawie całkowite zalesienie widocznych dla nich jego stoków.

## Położenie
Znajduje się w południowej części tych gór, w ich najbardziej wewnętrznym systemie grzbietów, ciągnących się po wschodniej stronie doliny rzeki Orbe. Jego dość rozległa wierzchowina wznosi się bezpośrednio na północ od przełęczy Givrine, dominując od południowego wschodu nad jeziorem Rousses. Administracyjnie szczyt leży w granicach gminy Arzier-Le Muids.
Le Noirmont leży w głównym europejskim dziale wodnym między Oceanem Atlantyckim a Morzem Śródziemnym. Drobne strumienie (często okresowe), spływające z południowo-wschodnich zboczy Noirmont, są dopływami Promenthouse i Asse, które wpadają do Jeziora Genewskiego, pozostającego w dorzeczu Rodanu. Z kolei z północno-zachodnich zboczy masywu inne strumienie zasilają jezioro Rousses, przez które płynie Orbe, dopływ rzeki Aare, znajdującej się w dorzeczu Renu.

## Tektonika, geologia
Le Noirmont stanowi przykład małego wzniesienia antyklinalnego. Należy do antyklinalnego łańcucha ciągnącego się z południowego zachodu na północny wschód, w którym (ok. 20 km dalej na północny wschód) wznosi się najwyższy szwajcarski szczyt Jury – Mont Tendre.
Le Noirmont zbudowany jest głównie z wapieni pochodzącymi z górnej jury (Malm) i kredy, rozdzielanych kilkoma poziomami margli. W szczególności grzbiety i górne partie masywu są zbudowane z sublitograficznych i marglistych wapieni, zaliczanych do piętra kimerydu i liczących sobie ok. 155 mln lat.

## Charakterystyka
Szczyt i większość masywu znajdują się w granicach Szwajcarii, natomiast północno-zachodnie podnóża, schodzące ku dolinie rzeki Orbe, przepływającej tu przez jezioro Les Rousses, należą już do Francji. Sam szczyt dominuje od wschodu nad francuską wsią Les Rousses.
Wierzchołek w formie kamienistego kopca, na nim prosty, metalowy krzyż, tuż pod nim drogowskaz turystyczny. Ok. 430 m na południowy zachód od niego niższy wierzchołek (1547 m n.p.m.) z kamiennym obeliskiem i górną stacją wyciągu narciarskiego. Ok. 800 m na północ od wierzchołka wzniesienie zwane Noirmont-des-Français (1547 m n.p.m.) również z krzyżem.
Ku południowemu wschodowi stoki Noirmont opadają bardzo łagodnie w kierunku miejscowości Saint-Cergue i Arzier, przyjmując formę nachylonego płaskowyżu, na którym niewysokie wzniesienia rozdzielane są płytkimi, bezodpływowymi, czasem podmokłymi obniżeniami krasowymi. Największa z takich ślepych dolin (Creux de Croue, 700 na 400 m, dno: 1360–1370 m n.p.m.), zabagniona, leży ok. 1,6 km na północny wschód od szczytu. Stoki te są w części pokryte lasami, w części – łąkami, wykorzystywanymi jako górskie pastwiska. Znajdują się na nich liczne osady pasterskie, najwyższa – L'Arzière (1444 m n.p.m.) - niespełna 500 m na południowy wschód od wierzchołka.
Ku północnemu zachodowi masyw Noirmont opada dość stromym, 400-metrowej wysokości stokiem ku dolinie Orbe. Stok ten, ciągnący się na przestrzeni blisko 3 km, nazywany Côte de Noirmont, aż po poziomicę ok. 1200 m n.p.m. (licząc od góry) jest prawie w całości zalesiony. Wyjątek stanowią przecinki, którymi poprowadzono kolej linową oraz narciarskie trasy zjazdowe. Najwyżej poprowadzony wyciąg ma górną stację na kocie 1547 m n.p.m., na południowy zachód od głównego wierzchołka Noirmont.

## Turystyka
Szczyt jest często odwiedzany, choć nie leży na trasie ani dalekobieżnego szlaku GR5 ani widokowego Balcon du Léman. Odwiedzają go turyści wędrujący wzdłuż linii grzbietów Jury jak i uczestnicy jednodniowych wycieczek. Ci drudzy korzystają z łatwego dojazdu koleją do stacji La Givrine lub La Cure albo samochodem na Col de la Givrine, skąd na szczyt jest od 1,5 do 2 h łatwego marszu. Zimą często odwiedzają go turyści na nartach lub rakietach śnieżnych. Widoki ze szczytu (i wielu innych miejsc masywu) są bardzo rozległe. Szczególnie zwraca uwagę widok na północny zachód, na jezioro Rousses i ciągnący się za nim ciemny wał Mont Risoux.